# Hộc Luật hoàng hậu
Hộc Luật hoàng hậu (chữ Hán: 斛律皇后), nguyên phối và là hoàng hậu đầu tiên của Bắc Tề Hậu Chúa Cao Vĩ trong lịch sử Trung Quốc.

## Tiểu sử
Không rõ tên thật lẫn ngày sinh của Hộc Luật hoàng hậu.
Gia tộc bà là dòng dõi tướng lĩnh nhà Bắc Tề. Ông nội là danh tướng Hộc Luật Kim (斛律金) phục vụ từ thời tổ phụ nhiếp chính Cao Hoan đến các triều đại tiếp theo từ Văn Tuyên Đế, Phế Đế, Hiếu Chiêu Đế cho đến phụ thân của Cao Vĩ là Vũ Thành Đế. Phụ thân bà là Hộc Luật Quang, đại tướng quân nhà Bắc Tề. Chú bà Hộc Luật Tiện (斛律羨) và anh trai Hộc Luật Vũ Đô (斛律武都) đều là danh tướng.
Bà trở thành Thái tử phi của Cao Vĩ dưới triều Vũ Thành Đế.

## Hoàng hậu
Năm 565, Cao Vĩ lên ngôi, tức Bắc Tề Hậu Chúa, bà được sắc phong thành Hoàng hậu.
Vào mùa hè năm 570, một người thiếp là Mục Hoàng Hoa phu nhân đã hạ sinh người con trai đầu lòng cho Cao Vĩ, được đặt tên là Cao Hằng, Cao Vĩ vì thế đã tuyên bố đại xá. Lục Lệnh Huyên đồng thời cũng là nhũ mẫu của Mục phu nhân, bà ta muốn Cao Hằng cuối cùng sẽ trở thành Hoàng thái tử và Hoàng đế, song lo sợ rằng Hộc Luật hoàng hậu sẽ phản đối việc này, vì thế bà ta đã đưa Cao Hằng cho Hộc Luật hoàng hậu nuôi dưỡng. Vào mùa đông năm 570, Cao Hằng dưới thân phận Đích tử, được Cao Vĩ lập làm Hoàng thái tử.
Năm 572, Hộc Luật hoàng hậu hạ sinh một Công chúa, Cao Vĩ do muốn làm vui lòng Hộc Luật Quang nên ban đầu đã tuyên bố rằng hoàng hậu sinh hạ Hoàng tử, song cuối cùng đã phải thừa nhận đứa bé là Công chúa. Vào thời điểm này, Hộc Luật Quang đang trong thế xung đột nghiêm trọng với Tổ Thỉnh và Mục Đề Bà. Tổ Thỉnh và Mục Đề Bà gieo rắc vào tâm trí Cao Vĩ sự nghi ngờ đối với Hộc Luật Quang, sự nghi ngờ càng trở nên trầm trọng do Cao Vĩ giờ đây không còn sủng ái Hộc Luật hoàng hậu nữa.
Cùng năm đó, Hộc Luật Quang bị vu khống tạo phản. Gia tộc Hộc Luật hầu như đều bị thảm sát. Hộc Luật hoàng hậu bị phế làm thứ nhân, sau bị bắt làm ni cô.
Năm 577, Bắc Chu tiêu diệt Bắc Tề, kinh đô Nghiệp Thành thất thủ. Sau đó, bà tái hôn với một người chồng mới, là đại thần Nguyên Nhân (元仁) nhà Bắc Chu. Từ đó, không còn ghi chép lịch sử nào về Hộc Luật hoàng hậu, không biết khi nào bà qua đời.